# Státní znak Doněcké lidové republiky
Státní znak Doněcké lidové republiky, neuznaného de facto státu na území Ukrajiny, je společně s vlajkou a hymnou státním symbolem této republiky.
Znak obsahuje stříbrného dvouhlavého orla s roztáhnutými křídly. Na jeho hrudi je šarlatový štít, na kterém je vyobrazen archanděl Michael ve stříbrném obleku a se stříbrným štítem a se zlatou svatozáří a zlatým mečem. Štít byl převzat ze znaku Kyjeva.

Znak Kyjeva
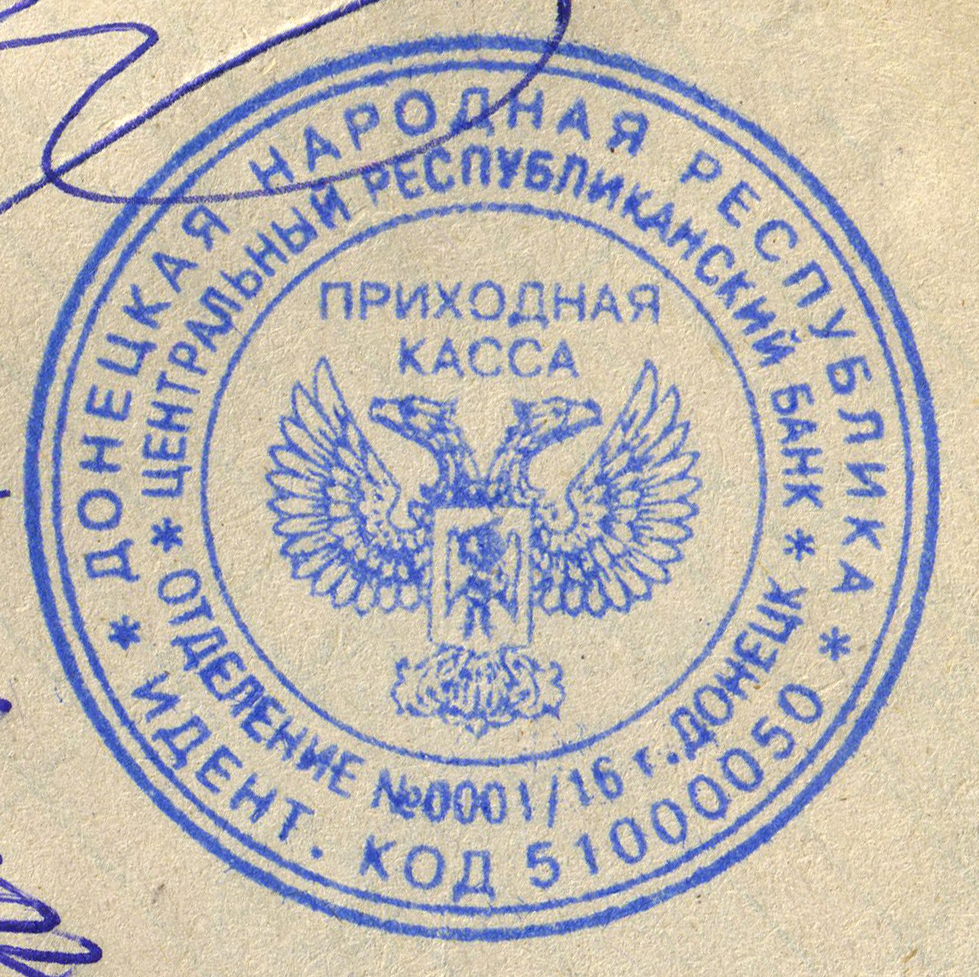
Doněcká pečeť z roku 2016